# Безмитна зона (Русе)
Вижте пояснителната страница за други значения на Безмитна зона.
През 1988 г. в град Русе се открива Свободна безмитна зона с цел насърчаване на производството на експортно ориентирани стоки и увеличаване на износа.
След 1 януари 1999 г. тя функционира като свободна зона според Европейския митнически кодекс.